# Lotta Bourbon
Lotta Bourbon, född 7 september 2021, är en fransk varmblodig travhäst. Hon tränas av Sébastien Guarato och körs av Éric Raffin eller Anthony Barrier.
Hon började tävla 2023 och inledde med två raka segrar. Hon har hittills sprungit in 197 965 euro på 12 starter varav 5 segrar och 2 andraplatser. Hon har tagit karriärens hittills största seger i Prix Reine du Corta (2024).
Hon har även segrat i Prix Masina (2024) och kommit på andraplats i Prix de Chatillon (2024), Prix Aschera (2024).
Lotta Bourbon är halvsyster till Face Time Bourbon genom stoet Vita Bourbon.

## Statistik
| Statistik för Lotta Bourbon (Ref.) | Statistik för Lotta Bourbon (Ref.) | Statistik för Lotta Bourbon (Ref.) | Statistik för Lotta Bourbon (Ref.) | Statistik för Lotta Bourbon (Ref.) | Statistik för Lotta Bourbon (Ref.) |
| ---------------------------------- | ---------------------------------- | ---------------------------------- | ---------------------------------- | ---------------------------------- | ---------------------------------- |
| Starter                            | Placeringar                        | Startprissumma                     | Segerprocent                       | Platsprocent                       | Rekord                             |
| 12                                 | 5-2-0                              | 197 965 euro                       | 42 %                               | 58 %                               | 1.12,6ak,                          |

### Större segrar
| År   | Lopp                | Kusk            | Vinstbelopp | Grupp   |
| ---- | ------------------- | --------------- | ----------- | ------- |
| 2024 | Prix Masina         | Éric Raffin     | 54 000 EUR  | Grupp 2 |
| 2024 | Prix Reine du Corta | Anthony Barrier | 54 000 EUR  | Grupp 2 |

### Starter
| Nr | Datum             | Lopp                   | Bana           | Kusk               | Tid     | Distans | Plac. | Vinstbelopp |
| -- | ----------------- | ---------------------- | -------------- | ------------------ | ------- | ------- | ----- | ----------- |
| -  | 27 juli 2023      | Kvallopp               | Caen           | Sébastien Guarato  | 1.17,0a | 2 140 m | gdk   | 0 euro      |
| 1  | 20 augusti 2023   | Prix Face Time Bourbon | Montier-En-Der | Romain Hue         | 1.17,7a | 2300 m  | 1     | 4 725 euro  |
| 2  | 15 september 2023 | Prix Galathea          | Vincennes      | Romain Hue         | 1.15,7a | 2200 m  | 1     | 14 850 euro |
| 3  | 11 juli 2023      | Prix Gyptis            | Vincennes      | Romain Hue         | 1.16,2a | 2200 m  | 4     | 3 440 euro  |
| 4  | 5 december 2023   | Prix des Camelias      | Vincennes      | Jean-Michel Bazire | Da      | 2700 m  | 0     | 0 euro      |
| 5  | 28 december 2023  | Prix de Chatellerault  | Vincennes      | Éric Raffin        | 1.16,2a | 2 850 m | 1     | 22 950 euro |
| 6  | 27 januari 2024   | Prix Roquépine         | Vincennes      | Franck Ouvrie      | 1.15,2a | 2 700 m | 6     | 3 000 euro  |
| 7  | 23 mars 2024      | Prix de Chatillon      | Vincennes      | Éric Raffin        | 1.14,7a | 2 700 m | 2     | 17 500 euro |
| 8  | 19 april 2024     | Prix Aschera           | Vincennes      | Éric Raffin        | 1.14,0a | 2 175 m | 2     | 17 500 euro |
| 9  | 10 maj 2024       | Prix Masina            | Vincennes      | Éric Raffin        | 1.14,5a | 2 700 m | 1     | 54 000 euro |
| 10 | 28 maj 2024       | Prix Ozo               | Vincennes      | Éric Raffin        | 1.13,4a | 2 175 m | 5     | 6 000 euro  |
| 11 | 23 juni 2024      | Prix Albert-Viel       | Vincennes      | David Thomain      | Da      | 2 700 m | 0     | 0 euro      |
| 12 | 17 augusti 2024   | Prix Reine du Corta    | Vincennes      | Anthony Barrier    | 1.12,6a | 2 175 m | 1     | 54 000 euro |